# Феизов, Энвер Зиатдинович
Феизов Энвер Зиатдинович (30 апреля 1928, Шихирданы, Большебатыревский район, Чувашская АССР, РСФСР — 14 июня 2011, Чебоксары) — советский и российский учёный-философ, доктор философских наук (1993), профессор (1994). Заслуженный деятель науки Российской Федерации.

## Биография
Окончил Батыревское педучилище (1946) и педагогический факультет Казанского госпединститута (1950).
Работал преподавателем логики и философии в Чувашском госпединституте (1952—1960), директором Чкаловской средней школы (1960—1962), преподавателем философии в Волжском филиале Московского энергетического института (1962—1970), зав. кафедрой философии Чувашского госпединститута (1970—1979), доцентом кафедры философии Чувашского госуниверситета (1979—1983), доцентом кафедры философии Чебоксарского филиала Московского университета потребкооперации (1983—1993).
В 1957—1960 гг. учился в аспирантуре по философии в МГУ им. М. В. Ломоносова. В 1965 г. защитил кандидатскую диссертацию по теме «Материалистическое понимание обратного воздействия психического на соматическое» в Казанском государственном университете. В 1993 году защищает в МГУ им. М. В. Ломоносова докторскую диссертацию на тему «Психофизическая проблема», в 1994 году становится профессором философии. В 1993—2011 гг. заведовал кафедрой философии и методологии науки ЧГУ им. И. Н. Ульянова, руководил работой аспирантов и докторантов по специальностям «Философия науки и техники», «Социальная философия». Являлся председателем докторского диссертационного совета по философским наукам.

## Научная деятельность
Основные научные идеи Э. З. Феизова стали ценным достоянием фундаментальных разделов философского знания, способствовали развитию идей синергетики, виртуалистики, оказали большое межпредметное влияние на психологию, социальную философию, методологические рекомендации получили признание в нейрофизиологии и теории искусственного интеллекта. По его инициативе проводились межрегиональные научные конференции «Цивилизация. Философия. Общество» (2001) и «Наглядность в познании» (2008).
Вел научно-исследовательскую работу по психофизической проблеме. Опубликовано около 30 книг и брошюр, свыше 100 научных статей.

### Основные сочинения
- Философский анализ психофизической проблемы: автореф. дис. … д-ра филос. наук. М., 1993;
- Восприятие и реальность. Чебоксары, 1992;
- Мозг, психика и физика. М., 1994.
- Физика и сознание. Чебоксары, 2001 (в соавторстве);
- Категории проекции и инварианта (в иллюстративном изложении): учеб. пособие. Чебоксары: Изд-во Чуваш. ун-та, 2009.
- Пространство и время: учеб. пособие. Чебоксары: Изд-во Чуваш. ун-та, 2010.
- Феномен экстрапроекции в структуре восприятия и мышления. Чебоксары: Изд-во Чуваш. ун-та, 2010.

## Награды и признание
- Отличник народного просвещения (1978)
- Заслуженный работник высшей школы Чувашской АССР (1989)
- Почетная грамота Верховного Совета Чувашской АССР (1990)
- Почетная грамота Государственного Совета Чувашской Республики (2003)
- Заслуженный профессор Чувашского государственного университета имени И. Н. Ульянова (2004)
- Лауреат Государственной премии Чувашской Республики в области гуманитарных наук (2009)
- Заслуженный деятель науки Российской Федерации (2010)
- Действительный член Международной академии информатизации (1995)